# قندساوية
قندساوية (الاسم العلمي: Castorini) هي قبيلة من الحيوانات تتبع فصيلة القندسية من رتبة القوارض.

## عمائر
- قندسينة

## أجناس
- قندس